# Bedřich August Hannoverský
Bedřich August Hannoverský, vévoda z Yorku a Albany (16. srpna 1763 Londýn – 5. ledna 1827 Londýn) byl britský a německý princ z Hannoverské dynastie. Byl velitelem britské armády s hodností polního maršála. Byl posledním kníže-biskup biskupství v Osnabrücku.

## Životopis
Narodil se 16. srpna 1763 v paláci svatého Jakuba v Londýně jako druhorozený syn britského krále Jiřího III., který byl také vévodou brunšvicko-lüneburským a kurfiřtem hannoverským a jeho manželky Šarloty Meklenbursko-Střelické. Pokřtěn byl 14. září 1763 v paláci sv. Jakuba arcibiskupem z Canterbury Thomasem Seckerem, jeho kmotry byli jeho prastrýc vévoda Bedřich Sasko-Gotha-Altenburg (za kterého zastupoval hrabě Granville Leveson-Gower), jeho strýc Eduard August Hannoverský vévoda z Yorku (za kterého byl přítomen Francis Hastings hrabě z Huntingdonu) a jeho pradědečka teta Amelia Sofie Hannoverská. V letech 1764 až 1803 byl profesionálním vojákem. Během let 1781 až 1787 žil britský princ v Hannoversku, kde studoval spolu se svými mladšími bratry, Eduardem Augustem, Arnoštem Augustem a Adolfem na univerzitě v Göttingenu. V roce 1782 byl jmenován plukovníkem 2. jízdní granátnické gardy britské armády, ještě téhož roku je jmenován generálmajorem a v roce 1784 se stal generálporučíkem. V roce 1784 mu byl otcem udělen titul vévody z Yorku a Albany a stal se členem Soukromé rady Spojené království. Dne 26. května 1789 se zúčastnil souboje s plukovníkem Charlesem Lennoxem, který ho urazil, protivník zmeškal palbu, princ odmítl vrátit palbu. V roce 1791 si vzal svojí sestřenici Frederiku Pruskou, manželství nebylo šťastné a manželka jej brzy opustila a žila odděleně. V roce 1793 je odeslán do Flander, kde se účastnil britské kampaně. Byl úspěšný v obléhání pevnosti Valenciennes, ale téhož roku 1793 byl v září poražen u bitvy Hondschoote. Následující rok 1794 byla kampaň úspěšná v bitvě o Beaumont a v následné bitvě u Courtrai, bitvě o Tourcoing byl poražen. Britská armáda byla evakuována přes Brémy v dubnu 1795. Po návratu byl svým otcem povýšen na polního maršála a byl jmenován vrchním velitelem armády. V roce 1799 neuspěl s anglo-ruskou invazi v Holandsku a byl napadán za její neúspěch. Tento neúspěch poukázal na slabost britské armády ,a proto se rozhodl slabiny odstranit reformou, která se projevila v následném konfliktu španělské válce za nezávislost. V roce 1801 podporoval založení Královské vojenské akademie Sandhurstu. V roce 1809 odstoupil v důsledku možného uplácení, které se neprokázalo. V roce 1811 byl opětovně jmenován vrchním velitelem. Vévoda z Yorku a Albany zemřel v roce 1827 na kardiovaskulární onemocnění. Byl pohřben v kapli svatého Jiří na hradě Windsor.

## Tituly a vyznamenání

### Tituly
- 16. srpna 1763 – 27. listopadu 1784: Jeho královská výsost princ Frederick
- 27. listopadu 1784 – 5. ledna 1827: Jeho královská výsost vévody z Yorku a Albany

### Vyznamenání
- KG: Královský rytíř Podvazkového řadu, 1771
- GCB: Rytíř velkokřížoví (vojenský) Řádu lázní, 1815
- GCH: Rytíř velkokřížoví Řád Guelfu, 1815
- Rytíř Řádu Černé orlice, 1814
- Rytíř Řádu svatého ducha, Francie 1814
- Rytíř Řádu sv. Ondřeje, Rusko, 1814
- Řád svatého Alexandra Něvskyého, Rusko, 1814
- Velký rytíř Řádu Karla III., Španělského, 1814
- Velký rytířský Řádu Marie Terezie, Rakousko, 1814[2]

## Vývod z předků
|                |                                                  |  |                                |                                                  |  |  |  |  |  |  |  | Jiří I. |
|                |                                                  |  |                                |                                                  |  |  |  |  |  |  |  |         |
|                | Jiří II.                                         |  |                                |                                                  |  |  |  |  |  |  |  |         |
|                |                                                  |  |                                |                                                  |  |  |  |  |  |  |  |         |
|                |                                                  |  |                                | Žofie Dorotea z Celle                            |  |  |  |  |  |  |  |         |
|                |                                                  |  |                                |                                                  |  |  |  |  |  |  |  |         |
|                | Frederik Ludvík Hannoverský                      |  |                                |                                                  |  |  |  |  |  |  |  |         |
|                |                                                  |  |                                |                                                  |  |  |  |  |  |  |  |         |
|                |                                                  |  |                                | Jan Fridrich Braniborsko-Ansbašský               |  |  |  |  |  |  |  |         |
|                |                                                  |  |                                |                                                  |  |  |  |  |  |  |  |         |
|                | Karolina z Ansbachu                              |  |                                |                                                  |  |  |  |  |  |  |  |         |
|                |                                                  |  |                                |                                                  |  |  |  |  |  |  |  |         |
|                |                                                  |  |                                | Eleonora Sasko-Eisenašská                        |  |  |  |  |  |  |  |         |
|                |                                                  |  |                                |                                                  |  |  |  |  |  |  |  |         |
|                | Jiří III.                                        |  |                                |                                                  |  |  |  |  |  |  |  |         |
|                |                                                  |  |                                |                                                  |  |  |  |  |  |  |  |         |
|                |                                                  |  |                                | Fridrich I. Sasko-Gothajsko-Altenburský          |  |  |  |  |  |  |  |         |
|                |                                                  |  |                                |                                                  |  |  |  |  |  |  |  |         |
|                | Fridrich II. Sasko-Gothajsko-Altenburský         |  |                                |                                                  |  |  |  |  |  |  |  |         |
|                |                                                  |  |                                |                                                  |  |  |  |  |  |  |  |         |
|                |                                                  |  |                                | Magdaléna Sibyla Sasko-Weissenfelská             |  |  |  |  |  |  |  |         |
|                |                                                  |  |                                |                                                  |  |  |  |  |  |  |  |         |
|                | Augusta Sasko-Gothajská                          |  |                                |                                                  |  |  |  |  |  |  |  |         |
|                |                                                  |  |                                |                                                  |  |  |  |  |  |  |  |         |
|                |                                                  |  |                                | Karel Anhaltsko-Zerbstský                        |  |  |  |  |  |  |  |         |
|                |                                                  |  |                                |                                                  |  |  |  |  |  |  |  |         |
|                | Magdalena Augusta Anhaltsko-Zerbstská            |  |                                |                                                  |  |  |  |  |  |  |  |         |
|                |                                                  |  |                                |                                                  |  |  |  |  |  |  |  |         |
|                |                                                  |  |                                | Žofie Sasko-Weissenfelská                        |  |  |  |  |  |  |  |         |
|                |                                                  |  |                                |                                                  |  |  |  |  |  |  |  |         |
| Bedřich August |                                                  |  |                                |                                                  |  |  |  |  |  |  |  |         |
|                |                                                  |  |                                |                                                  |  |  |  |  |  |  |  |         |
|                |                                                  |  | Adolf Fridrich I. Meklenburský |                                                  |  |  |  |  |  |  |  |         |
|                |                                                  |  |                                |                                                  |  |  |  |  |  |  |  |         |
|                | Adolf Fridrich II. Meklenbursko-Střelický        |  |                                |                                                  |  |  |  |  |  |  |  |         |
|                |                                                  |  |                                |                                                  |  |  |  |  |  |  |  |         |
|                |                                                  |  |                                | Marie Kateřina Brunšvicko-Dannenberská           |  |  |  |  |  |  |  |         |
|                |                                                  |  |                                |                                                  |  |  |  |  |  |  |  |         |
|                | Karel Ludvík Fridrich Meklenbursko-Střelický     |  |                                |                                                  |  |  |  |  |  |  |  |         |
|                |                                                  |  |                                |                                                  |  |  |  |  |  |  |  |         |
|                |                                                  |  |                                | Kristián Vilém I. Schwarzbursko-Sondershausenský |  |  |  |  |  |  |  |         |
|                |                                                  |  |                                |                                                  |  |  |  |  |  |  |  |         |
|                | Christiana Emilie Schwarzbursko-Sondershausenská |  |                                |                                                  |  |  |  |  |  |  |  |         |
|                |                                                  |  |                                |                                                  |  |  |  |  |  |  |  |         |
|                |                                                  |  |                                | Antonie Sibyla Barby-Mühlingenská                |  |  |  |  |  |  |  |         |
|                |                                                  |  |                                |                                                  |  |  |  |  |  |  |  |         |
|                | Šarlota Meklenbursko-Střelická                   |  |                                |                                                  |  |  |  |  |  |  |  |         |
|                |                                                  |  |                                |                                                  |  |  |  |  |  |  |  |         |
|                |                                                  |  |                                | Arnošt Sasko-Hildburghausenský                   |  |  |  |  |  |  |  |         |
|                |                                                  |  |                                |                                                  |  |  |  |  |  |  |  |         |
|                | Arnošt Fridrich I. Sasko-Hildburghausenský       |  |                                |                                                  |  |  |  |  |  |  |  |         |
|                |                                                  |  |                                |                                                  |  |  |  |  |  |  |  |         |
|                |                                                  |  |                                | Žofie Henrieta Waldecká                          |  |  |  |  |  |  |  |         |
|                |                                                  |  |                                |                                                  |  |  |  |  |  |  |  |         |
|                | Alžběta Sasko-Hildburghausenská                  |  |                                |                                                  |  |  |  |  |  |  |  |         |
|                |                                                  |  |                                |                                                  |  |  |  |  |  |  |  |         |
|                |                                                  |  |                                | Jiří Ludvík I. Erbašský                          |  |  |  |  |  |  |  |         |
|                |                                                  |  |                                |                                                  |  |  |  |  |  |  |  |         |
|                | Žofie Albertina z Erbachu                        |  |                                |                                                  |  |  |  |  |  |  |  |         |
|                |                                                  |  |                                |                                                  |  |  |  |  |  |  |  |         |
|                |                                                  |  |                                | Amálie Kateřina Waldecko-Eisenberská             |  |  |  |  |  |  |  |         |
|                |                                                  |  |                                |                                                  |  |  |  |  |  |  |  |         |